# Melanophilharmostes zicsii
Melanophilharmostes zicsii är en skalbaggsart som beskrevs av Renaud Maurice Adrien Paulian 1968. Melanophilharmostes zicsii ingår i släktet Melanophilharmostes och familjen Hybosoridae. Inga underarter finns listade i Catalogue of Life.